# デオンテイ・ワイルダー
デオンテイ・ワイルダー（Deontay Wilder、1985年10月22日 - ）は、アメリカ合衆国のプロボクサー。アラバマ州タスカルーサ出身。元WBC世界ヘビー級王者。北京オリンピックヘビー級銅メダリスト。
愛称の「The Bronze Bomber」（銅の爆撃機）は、銅メダルとジョー・ルイスの愛称「The Brown Bomber」（褐色の爆撃機）をかけ合わせた造語。2021年からは過去に対戦経験のあるマリク・スコットがトレーナーに就いている。

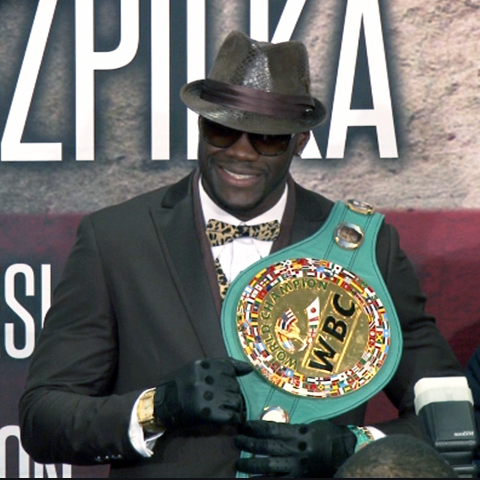
WBC世界ヘビー級王者時代（2016年）

## 来歴
2004年に地元の高校を卒業。アラバマ大学に入学してNFLかNBAの選手になることを夢見ていたが、19歳の時に彼女を妊娠させてしまい、生まれてきた娘が脊椎の難病を患っていた事と学業の成績が悪かった事で大学入学を諦めてシェルトン・ステート・コミュニティ・カレッジへ入学する。しかし家計が苦しくなったことでコミュニティ・カレッジも中退、娘の医療費と生活費を稼ぐためにトラックの運転手とレストランで掛け持ちで働いた。

### アマチュア時代
2005年10月、20歳の時に近所のボクシングジム「スカイ・ボクシング」でたまたまボクシングを始めた。
2007年6月、コロラド州コロラドスプリングスで開催されたナショナル・ゴールデングローブのヘビー級(91kg)で優勝した。
2007年8月、テキサス州ヒューストンで開催された全米選手権のヘビー級(91kg)で優勝した。
2007年10月、イリノイ州シカゴで開催された世界ボクシング選手権にヘビー級(91kg)で出場するが1回戦で敗退した。
2008年8月、北京オリンピックのヘビー級(91kg)に出場。1回戦を10-4で勝利すると、2回戦では10-10で引き分けになるも優勢勝ち。準決勝では銀メダルを獲得するクレメンテ・ルッソーに1-7で敗れ、北京オリンピックに出場したボクシングアメリカ代表の中で唯一のメダルとなる銅メダルを獲得した。
その後ワイルダーは帰国後プロに転向することを発表。アマチュア時代の戦績は24戦21勝3敗。

### プロ時代
プロに転向したワイルダーはオスカー・デ・ラ・ホーヤ率いるゴールデンボーイ・プロモーションズと契約を交わした。
2008年11月15日、テネシー州ナッシュビルにあるヴァンダービルト大学の記念体育館でデビュー戦を行い、2回2分54秒TKO勝ちを収めデビュー戦を白星で飾った。
2010年10月15日、インディオのファンタジー・スプリングス・リゾート・カジノでハロルド・スコニアーズとの対戦。初回にキャリア初ダウンを奪われ先制を許し、その後もスコニアーズ老獪な戦法に苦戦するも徐々に巻き返し4回に反撃を開始し、立て続けにダウンを奪い4回1分9秒TKO勝ちを収めた。
2012年12月15日、カリフォルニア州ロサンゼルスのロサンゼルス・スポーツ・アリーナでケルビン・プライスとWBCアメリカ大陸ヘビー級王座決定戦を行い、3回51秒KO勝ちを収めて王座獲得に成功した。
2013年4月27日、イギリスのシェフィールドにあるモーターポイント・アリーナ・シェフィールドでオードリー・ハリソンと対戦し、右のロングフックでふらつかせ最後はフックの連打でダウンを奪うと、レフェリーはそのままストップをかけて試合終了し初回1分10秒TKO勝ちを収めた。
2013年8月9日、インディオのファンタジー・スプリングス・リゾート・カジノで元WBO世界ヘビー級王者のセルゲイ・リャコビッチとWBCアメリカ大陸王座の初防衛戦を行い、一方的に打ちのめし最後は左右フックでダウンを奪うとリャコビッチは全身が痙攣したためレフェリーのノーカウントストップを呼び込んだ。初回1分43秒KO勝ちを収めWBCアメリカ大陸王座の初防衛に成功した。
2013年10月26日、ニュージャージー州アトランティックシティのボードウォーク・ホールにてバーナード・ホプキンスVSカロ・ムラトの前座でニコライ・フィルタと対戦。初回に2度ダウンを奪い、4回にダウンを追加するとレフェリーはすぐにカウントを途中でストップし4回1分26秒KO勝ちで2度目の防衛に成功した。
2014年3月15日、プエルトリコのバヤモンにあるコリセオ・ルーベン・ロドリゲスでダニー・ガルシアの前座でWBC世界ヘビー級23位のマリック・スコットとWBC世界ヘビー級王座挑戦者決定戦で対戦し、左フック一撃でそのままカウントアウト。1回1分36秒TKO勝ちを収め、バーメイン・スタイバーンへの挑戦権を獲得した。
2014年10月2日、WBC世界ヘビー級王者バーメイン・スタイバーンとの指名試合の対戦交渉が合意に至らず、当初同年9月12日に入札を行う予定だった入札を10月1日まで延期していたが、10月1日までにも交渉が合意しなかったことで、今度は新たな期限は設定されず無期限の延期になった。
2015年1月9日、ゴールデンボーイ・プロモーションズからプロモート権を破棄されたことで、同プロモーションを離脱した。
2015年1月17日、MGMグランド・ガーデン・アリーナでWBC世界ヘビー級王者バーメイン・スタイバーンと対戦し、12回3-0（118-109、119-108、120-107）の判定勝ちを収め、プロデビューからの連続KO勝利記録は32でストップしたが王座獲得に成功した。ケーブルテレビ局のショウタイムが試合を放送して平均視聴者数は124万人だった。この試合でワイルダーは右手の人差し指を骨折をしたため、復帰が夏頃となった。
2015年6月13日、アラバマ州バーミングハムのバートウ・アリーナでWBC世界ヘビー級7位のエリック・モリーナと対戦し4回にダウンを奪って先制すると5回に2度ダウンを追加してストップ寸前まで追い詰め、9回に4度目のダウンを奪ってモリーナを失神させた。レフェリーがストップし、9回1分3秒KO勝ちを収め初防衛に成功した。モリーナは本業が現役の高校教師という異色の選手だった。ショウタイムが試合を放送して67万8千人の平均視聴者数を記録した。
2015年9月26日、バーミングハムのレガシー・アリーナでWBC世界ヘビー級12位のヨハン・デュオパと対戦し、ダウンは奪えなかったが、11回55秒TKO勝ちを収め2度目の防衛に成功した。NBCが試合を放送して平均視聴者数は217万人だった。
2015年9月27日、WBCがワイルダーにWBC世界ヘビー級1位でシルバー王者アレクサンデル・ポベトキンと指名試合を行うよう指令を出した。30日以内に対戦交渉がまとまらない場合は入札になるとのこと。
2016年1月16日、バークレイズ・センターでWBC世界ヘビー級8位のアルツール・スピルカと対戦。手数でスピルカに押されたが最後は右ショートフック一撃で失神KOを奪い試合終了。9回2分24秒KO勝ちを収め3度目の防衛に成功した。スピルカを病院直行にする衝撃KOだった。この試合でワイルダーは150万ドル（1億7千万円）、スピルカは25万ドル（3千万円）のファイトマネーを受け取った。ショウタイムが試合を放送して平均視聴者数は50万人だった。
2016年2月26日、WBC本部で行われた入札でポベトキン擁するワールド・ボクシングが715万ドルを提示し興行権を落札、ワイルダー擁するディベイラ・エンターテインメントの入札は510万1000ドルだった。
2016年5月21日、モスクワのメガスポルトで元WBA世界ヘビー級王者でWBC世界ヘビー級1位の指名挑戦者のアレクサンデル・ポベトキンと対戦し4度目の防衛を目指す予定だったが、4月27日にポベトキンに禁止薬物メルドニウムが検出された為、試合中止になった。
2016年6月13日、ワイルダーとディベイラ・エンタテインメントがポベトキンのプロモーターのワールド・ボクシングを相手取り、ファイトマネーやトレーニング・キャンプ費用などの支払いを求めて500万ドルの損害賠償訴訟を起こした。
2016年6月23日、ポベトキンとワールド・ボクシングがワイルダーとディベイラ・エンタテインメントを相手取り、名誉毀損による慰謝料と契約違反による損害賠償の3450万ドルの支払いを求めて訴訟を起こした。
2016年7月16日、バーミングハムのバートゥ・アリーナでWBC世界ヘビー級9位のクリス・アレオーラと対戦し4回にダウンを奪うなど有利に進めて十分に痛めつけ、8回終了時アレオーラのセコンドがアレオーラの出血のひどさを見てレフェリーに試合をやめると宣言し、棄権によるTKO勝ちを収め4度目の防衛に成功した。ワイルダーはこの試合で右の拳を骨折、上腕二頭筋を断裂し、手術を受けた。
2016年12月21日、2017年2月25日にバーミングハムのレガシー・アリーナでWBC世界ヘビー級12位のアンジェイ・ワウルジクと復帰戦を行うことが決定した。
2017年1月25日、 VADAによる薬物検査の結果、ワウルジクからアナボリックステロイドに対する陽性反応が出た為、同年2月25日に予定されていたワウルジク戦の中止が決定的となった。そのため、元WBA世界ヘビー級暫定王者のルイス・オルティスがワウルジクの代替挑戦者として名乗りを上げたが、ワイルダー陣営はオルティスに違反薬物が検出された過去があることを理由に断った。
2017年2月13日、ニューヨークの連邦裁判所が、メルドニウムが2016年1月1日に禁止されて以降にポベトキンはメルドニウムを使用したとして、ワイルダー側勝訴の判決。
2017年2月25日、バーミングハムのレガシー・アリーナでWBC世界ヘビー級10位のジェラルド・ワシントンと復帰戦を行い、5回1分45秒TKO勝ちを収め、5度目の防衛に成功した。この試合でワイルダーは90万ドル(約1億円)、ワシントンは25万ドル(約2800万円)のファイトマネーを稼いだ。
2017年2月26日、WBCがワイルダーにWBC世界ヘビー級1位のバーメイン・スタイバーンと指名試合を行うよう指令を出した。30日以内に対戦交渉がまとまらない場合は入札になる事を明かした。
2017年10月4日、バクーで開催中のWBC年次総会において、VADAが実施したドーピング検査でオルティスから禁止薬物に対する陽性反応が出たため、ワイルダー対ルイス・オルティス戦を中止し、オルティスのワイルダーへの挑戦権も剥奪し、ワイルダーとスタイバーンに対し再戦を命じた。
2017年11月4日、バークレイズ・センターで元WBC世界ヘビー級王者でWBC世界ヘビー級1位のバーメイン・スタイバーンと再戦し、初回2分59秒KO勝ちを収め、6度目の防衛に成功した。
2018年3月3日、バークレイズ・センターで元WBA世界ヘビー級暫定王者でWBC世界ヘビー級3位のルイス・オルティスと対戦し、10回2分5秒TKO勝ちを収め、7度目の防衛に成功した。この試合でワイルダーは210万ドル（約2億3000万円）、オルティスは50万ドル（約5500万円）のファイトマネーを稼いだ。ショウタイムが試合を放送して平均視聴者数は105万5千人だった。
2018年6月12日、アメリカのメディアがワイルダーとWBA・IBF・WBO世界ヘビー級スーパー王者アンソニー・ジョシュアによる4団体王座統一戦が合意され、9月にロンドンにあるウェンブリー・スタジアムにて試合が計画されていると報道したが、この対戦は実現しなかった。
2018年12月1日、ロサンゼルスのステープルズセンターで元3団体ヘビー級統一王者のタイソン・フューリーと対戦し、9回と12回にダウンを奪って、12回1-1（115-111、110-114、113-113）の引分となり8度目の防衛に成功した。この試合でワイルダーは400万ドル（約4億3千万円）、フューリーは300万ドル（約3億2千万円）のファイトマネーを稼いだ。
2019年5月18日、バークレイズ・センターでWBC世界ヘビー級4位のドミニク・ブラゼールと対戦し、右ストレートで初回2分17秒KO勝ちを収め、9度目の防衛に成功した。ショウタイムが試合を放送して79万1千人の平均視聴者数を記録した。
2019年11月23日、ラスベガスのMGMグランド・ガーデン・アリーナでルイス・オルティスと再戦。右ストレートで7回2分51秒KO勝ちを収め、10度目の防衛に成功した。
2020年2月22日、ラスベガスのMGMグランド・ガーデン・アリーナでタイソン・フューリーと再戦。3回と5回にダウンを奪われて一方的な展開になると、7回1分39秒にワイルダー陣営のアシスタントトレーナー、マーク・ブリーランドからタオルが投げ込まれレフェリーが試合をストップしTKO負け。WBC王座から陥落しプロ初黒星を喫した。この試合のファイトマネーはワイルダー、フューリー共に500万ドル（約5億2千万円）で、それにペイ・パー・ビューの売上げ等の興行収入からの歩合を加えた2500万ドル（約26億円）の報酬が保障されていた。しかし、ペイ・パー・ビューの売上げが75万件～85万件しか売れず、黒字の目安となる損益分岐点であった110万件～120万件を下回ったことで赤字興行になったとYahooスポーツやボクシング・シーンなどが報じた。試合後にワイルダーは、試合入場時に着用した約18kgの甲冑風コスチュームを「単純な事実として、入場コスチュームが重すぎた」「試合開始から、脚が使えなかった」とコスチュームが重すぎたせいで脚が動かなかったと敗因にあげ、ヘッドトレーナーのジェイ・ディアスと共に、まだ逆転する事ができたのに勝手にタオルを投げ入れたとアシスタントトレーナーのマーク・ブリーランドを非難した。
2020年3月1日、第2戦目の契約で試合の敗者が決定権を持ち、報酬の取り分を第2戦目で受け取った50-50から第3戦目に受け取る取り分を40-60に引き下げることを受け入れる事で、第3戦目をダイレクトリマッチで要求できる権利が与えられる契約が結ばれていたが、敗者のワイルダーが正式に契約の再戦条項を行使したことが報じられた。
2020年7月18日、タイソン・フューリーと第3戦目を行うことが決まっていたが新型コロナウイルスの影響とワイルダーが負傷したことで試合延期になった。
2020年10月2日、プロへ転向してから12年間コンビを組んでいたトレーナーで、フューリー第2戦目でタオルを投げ入れたマーク・ブリーランドを解雇したことを発表した。
2020年10月中旬、タイソン・フューリーと第3戦目を12月19日に行う予定だったが、NFLやカレッジフットボールとの試合日程が重なった上に、新型コロナウイルスの影響でラスベガスの会場に観客を入れられる状況ではなかったため、試合のさらなる延期が交渉されるが、フューリーが、ワイルダーが行使した再戦条項の有効期限が切れ第3戦目を行う義務が無くなったと主張して、試合延期の打診を断った。
2020年11月1日、ワイルダーは自身のインスタグラムに動画を投稿して数ヶ月間の沈黙を破ると、その中で、再戦条項は有効なので第3戦目を行うべきと訴えると共に、フューリーはグローブ内に硬い物質を仕込んでいたうえに、拳の位置で不正をするためにグローブをずらしていたと主張し、別のインタビューでは、筋弛緩薬のようなものが水に混入されていたように思う、体や脚をコントロール出来ないように感じた、マーク・ブリーランドは水に関係してると思う、私の水を扱っていたのは彼だけだった、など主張した。
2020年11月10日、マネージャーのシェリー・フィンケルが、ワイルダー陣営は第3戦目の再戦条項は有効であるとして、調停による解決を図り、それでも解決しない場合は拘束力のある仲裁に訴える予定だと表明した。フューリーのプロモーターであるフランク・ウォーレンは、次戦は2021年にアンソニー・ジョシュアとの対戦を目指す予定だとしたが、アメリカでの調停および仲裁の結果次第ではワイルダーとの第3戦目が行われる可能性もあるとした。
2021年5月18日、ワイルダー陣営が提訴していた仲裁で、第3戦目の再戦条項は有効でフューリーは次の試合でワイルダーと対戦しなければならないと裁定が下された。
2021年7月8日、タイソン・フューリーのトレーニングキャンプで新型コロナウイルスの集団感染が発生し、フューリーを含めたチーム内で7人以上が感染したことが発表され、7月24日に決定していたワイルダーとの第3戦が延期された。フューリーは2回接種が必要な新型コロナウイルス感染症のワクチンを1回しか接種していなかった。
2021年10月9日、ラスベガスのT-モバイル・アリーナにてWBC世界ヘビー級王者タイソン・フューリーとラバーマッチで第3戦目ならびに約1年7カ月ぶりの試合を行う。4回に2度ダウンを奪い、死闘を繰り広げるも11回1分10秒KO負けを喫し王座返り咲きに失敗した。ワイルダーは試合中盤に右手を骨折して手術を受けた。
2022年10月15日、バークレイズ・センターでロバート・ヘレニウスとWBC世界ヘビー級挑戦者決定戦ならびに1年ぶりの試合を行い、右ストレートで1回2分57秒KO勝ちを収めタイソン・フューリーへの挑戦権を獲得した。
2023年12月23日、サウジアラビア・リヤドのキングダム・アリーナでサウジアラビア娯楽庁主催の興行アンソニー・ジョシュア 対 オットー・ヴァリン戦の前座でWBOインターコンチネンタルヘビー級王者のジョセフ・パーカーとWBOインターコンチネンタル同級タイトルマッチ及びWBCインターナショナル同級王座決定戦ならびに約1年2カ月ぶりの試合を行った。オッズでパーカーに5.8倍がつくワイルダーが圧倒的に優位と見られていた試合だったが、12回0-3（108-120、111-118、110-118）の判定負けを喫し王座獲得に失敗した。興行後の会見でメインイベントに出場したアンソニー・ジョシュアとサウジアラビアで2024年3月9日に対戦することが発表されることになっていたが、ワイルダーが番狂わせで負けたため、ジョシュアとの試合は事実上の中止となった。
2024年6月1日、サウジアラビア・リヤドのキングダム・アリーナでマッチルーム・スポーツとクイーンズベリー・プロモーションズによる5対5の対抗戦の大将戦として元WBO世界ヘビー級暫定王者の張志磊と対戦するも、5回1分51秒KO負けを喫した。本来はアルツール・ベテルビエフ対ディミトリー・ビボルの世界ライトヘビー級4団体王座統一戦の前座として行われる予定だったが、ベテルビエフの負傷で統一戦が延期されたためメインイベントに繰り上げられて行われた。
2024年6月6日、ワイルダーの婚約者が過去6年間で、ワイルダーから何度も首を絞められ、ツバを吐きかけられ、枕を顔に長時間押し付けられ窒息しそうになったなどの家庭内暴力を受けたり、勝手にノートパソコンから友人や仕事先におかしなメールを送られたり、所有物を壊されたり1日3回の性交を強制されたとして裁判所に接近禁止命令を要請し認められた。
2025年6月27日（日本時間28日）、カンザス州ウィチタのチャールズ・コッホ・アリーナでティレル・ハーンドンとヘビー級10回戦ならびに約1年ぶりの試合を行い、7回2分16秒TKO勝ちを収め2年8カ月ぶりの再起に成功した。

## 犯罪・トラブル
2013年5月4日、ラスベガスのホテルで女性の首を絞めたとして暴行容疑で逮捕された。数日後「物を盗まれたと勘違いをしたワイルダーがとっさにやってしまったようだ。ワイルダーは謝罪をしており被害者も謝罪を受け入れてくれたので、一刻も早くこの問題が解決することを望む」とワイルダーの弁護士は声明を発表した。
2014年5月9日、インターネットのソーシャルネットワーク等を使用してワイルダーに対して挑発を続けた素人男性と、怪我をしても法律上の責任を問わないとの誓約書にサインをさせた上でロサンゼルスのボクシングジムで対戦し、喧嘩さながらのファイトで一方的に殴り倒した。
2017年6月14日、アラバマ州タスカルーサで、警官が車の窓ガラスの色が法的基準を超えていたためワイルダーの車を停止させ、その際、車の中からマリファナが見つかったために、ワイルダーはマリファナ所持容疑で逮捕された。ワイルダーはマリファナは友人のものであると主張した。
2018年1月18日、マリファナ所持に有罪判決が下され、執行猶予30日と地域奉仕活動60時間が科せられた。
2023年5月2日、ロサンゼルスでロールス・ロイスを運転中に、窓ガラスが違法に着色され、ナンバープレートも覆い隠されていたため、警察に停車を命じられたが、その際に、無許可で武器を所持していたとして午前1時15分に逮捕された。警察は、車内からマリファナと9mm拳銃を発見したと発表した。当局に協力的だったワイルダーは保釈金3万5000ドルを支払い釈放された。

## 人物・エピソード
- タイソン・フューリーとの第2戦目で敗北した後、フロイド・メイウェザー・ジュニアからトレーナーに就いて指導をしてもいいとオファーがあるが、ワイルダーはメイウェザーの言動はただの宣伝目的であり、偽善だとしてオファーを断っている[103]。
- 牧師の子供で、父親と祖母がアラバマ州の牧師をしていた。ワイルダーも熱心なクリスチャンであり、「自分は神から贈られた何か特別なものを持っている」と語っている[104]。
- 元スパーリングパートナーで友人でもあったロバート・ヘレニウスにKO勝ちした試合後の記者会見で、ワイルダーは「彼のことを気の毒に思うし、彼が無事に家族の元に帰れることを願っている」とヘレニウスに敬意を表した上で、ファンについて「人々はリングに足を踏み入れる全てのファイターをリスペクトするべきだ。それが誰であろうと関係ない。だが人々は常にボクサーの戦績しか気にせず、負けたボクサーには『こいつは弱い』と言う。そんなことを言う奴らは一度リングに上がるべきだ。ノックアウトはファンにとって素晴らしいものだが、負けた方はどれだけ苦しむだろうか。プリチャード・コロン（英語版）（2015年にボクシングの試合で脳損傷を負い植物状態になったボクサー）を見てくれ。彼は家族を養うためにリングに立ったのに、二度と普通の生活を送ることができなくなったんだ。人々は俺たちがどんなに危険なことをしているのか全く理解していない」と涙を流しながら批判した[105]。
- 最初の妻とは2009年に結婚するが離婚しており、現在の婚約者との子供を含めて8人の子供の父親である。弟のマルセロス・ワイルダーはクルーザー級のプロボクサー。

## 戦績
- アマチュアボクシング：24戦 21勝 3敗
- プロボクシング：49戦 44勝 (43KO) 4敗 1分

| 戦           | 日付           | 勝敗 | 時間     | 内容    | 対戦相手                       | 国籍                 | 備考                                                                                    |
| ------------ | -------------- | ---- | -------- | ------- | ------------------------------ | -------------------- | --------------------------------------------------------------------------------------- |
| 1            | 2008年11月15日 | ☆    | 2R 2:54  | TKO     | イーサン・コックス             | アメリカ合衆国       | プロデビュー戦                                                                          |
| 2            | 2009年3月6日   | ☆    | 1R 2:12  | TKO     | シャノン・グレイ               | アメリカ合衆国       |                                                                                         |
| 3            | 2009年3月14日  | ☆    | 2R 0:11  | TKO     | リチャード・グリーン・ジュニア | アメリカ合衆国       |                                                                                         |
| 4            | 2009年4月24日  | ☆    | 1R 2:33  | KO      | ジョセフ・ラボット             | アメリカ合衆国       |                                                                                         |
| 5            | 2009年5月23日  | ☆    | 1R 0:55  | KO      | チャールズ・ブラウン           | アメリカ合衆国       |                                                                                         |
| 6            | 2009年6月26日  | ☆    | 1R 1:13  | KO      | ケルシー・アーノルド           | アメリカ合衆国       |                                                                                         |
| 7            | 2009年8月14日  | ☆    | 1R 1:30  | TKO     | トラヴィス・アレン             | アメリカ合衆国       |                                                                                         |
| 8            | 2009年11月28日 | ☆    | 1R 1:02  | KO      | ジェリー・ヴォーン             | アメリカ合衆国       |                                                                                         |
| 9            | 2010年4月2日   | ☆    | 1R 0:33  | KO      | タイ・コブ                     | アメリカ合衆国       |                                                                                         |
| 10           | 2010年4月30日  | ☆    | 3R 1:23  | TKO     | アルバロ・モラレス             | メキシコ             |                                                                                         |
| 11           | 2010年7月3日   | ☆    | 1R 終了  | TKO     | ダスティン・ニコルズ           | アメリカ合衆国       |                                                                                         |
| 12           | 2010年9月25日  | ☆    | 1R 1:04  | KO      | シャノン・コードル             | アメリカ合衆国       |                                                                                         |
| 13           | 2010年10月15日 | ☆    | 4R 1:09  | TKO     | ハロルド・スコニアーズ         | アメリカ合衆国       |                                                                                         |
| 14           | 2010年12月2日  | ☆    | 1R 1:48  | KO      | ダニー・シーハン               | アメリカ合衆国       |                                                                                         |
| 15           | 2011年2月19日  | ☆    | 2R 1:23  | TKO     | デアンドレイ・アブロン         | アメリカ合衆国       |                                                                                         |
| 16           | 2011年5月6日   | ☆    | 1R 2:03  | TKO     | レジー・ペーニャ               | アメリカ合衆国       |                                                                                         |
| 17           | 2011年6月18日  | ☆    | 2R 2:59  | KO      | デイモン・リード               | アメリカ合衆国       |                                                                                         |
| 18           | 2011年8月27日  | ☆    | 2R 2:02  | TKO     | ドミニク・アレクサンダー       | アメリカ合衆国       |                                                                                         |
| 19           | 2011年11月5日  | ☆    | 3R 2:55  | KO      | ダニエル・コタ                 | メキシコ             |                                                                                         |
| 20           | 2011年11月26日 | ☆    | 1R 1:17  | KO      | デビット・ロング               | アメリカ合衆国       |                                                                                         |
| 21           | 2012年2月25日  | ☆    | 4R 終了  | TKO     | マーロン・ヘイズ               | アメリカ合衆国       |                                                                                         |
| 22           | 2012年5月26日  | ☆    | 1R 0:26  | TKO     | ジェシー・オルトマンズ         | アメリカ合衆国       |                                                                                         |
| 23           | 2012年6月23日  | ☆    | 3R 終了  | TKO     | オーウェン・ベック             | ジャマイカ           |                                                                                         |
| 24           | 2012年8月4日   | ☆    | 1R 2:10  | TKO     | カートソン・マンスウェル       | トリニダード・トバゴ |                                                                                         |
| 25           | 2012年9月8日   | ☆    | 2R 0:55  | KO      | デイモン・マクリアリー         | アメリカ合衆国       |                                                                                         |
| 26           | 2012年12月15日 | ☆    | 3R 0:51  | KO      | ケルビン・プライス             | アメリカ合衆国       | WBCアメリカ大陸ヘビー級王座決定戦                                                       |
| 27           | 2013年1月19日  | ☆    | 2R 1:16  | TKO     | マシュー・グリア               | アメリカ合衆国       |                                                                                         |
| 28           | 2013年4月27日  | ☆    | 1R 1:10  | TKO     | オードリー・ハリソン           | イギリス             |                                                                                         |
| 29           | 2013年8月9日   | ☆    | 1R 1:43  | KO      | セルゲイ・リャコビッチ         | ベラルーシ           | WBCアメリカ大陸防衛1                                                                    |
| 30           | 2013年10月26日 | ☆    | 4R 1:26  | KO      | ニコライ・フィルタ             | アメリカ合衆国       | WBCアメリカ大陸防衛2                                                                    |
| 31           | 2014年3月15日  | ☆    | 1R 1:36  | KO      | マリク・スコット               | アメリカ合衆国       |                                                                                         |
| 32           | 2014年8月16日  | ☆    | 4R 終了  | TKO     | ジェイソン・ガバーン           | アメリカ合衆国       |                                                                                         |
| 33           | 2015年1月17日  | ☆    | 12R      | 判定3-0 | バーメイン・スタイバーン       | カナダ               | WBC世界ヘビー級タイトルマッチ                                                           |
| 34           | 2015年6月13日  | ☆    | 9R 1:03  | KO      | エリック・モリーナ             | アメリカ合衆国       | WBC防衛1                                                                                |
| 35           | 2015年9月26日  | ☆    | 11R 0:55 | TKO     | ヨハン・デュオパ               | フランス             | WBC防衛2                                                                                |
| 36           | 2016年1月16日  | ☆    | 9R 2:24  | KO      | アルツール・スピルカ           | ポーランド           | WBC防衛3                                                                                |
| 37           | 2016年7月16日  | ☆    | 8R 終了  | TKO     | クリス・アレオーラ             | アメリカ合衆国       | WBC防衛4                                                                                |
| 38           | 2017年2月25日  | ☆    | 5R 1:45  | TKO     | ジェラルド・ワシントン         | アメリカ合衆国       | WBC防衛5                                                                                |
| 39           | 2017年11月4日  | ☆    | 1R 2:59  | KO      | バーメイン・スタイバーン       | カナダ               | WBC防衛6                                                                                |
| 40           | 2018年3月3日   | ☆    | 10R 2:05 | TKO     | ルイス・オルティス             | キューバ             | WBC防衛7                                                                                |
| 41           | 2018年12月1日  | △    | 12R      | 判定1-1 | タイソン・フューリー           | イギリス             | WBC防衛8                                                                                |
| 42           | 2019年5月18日  | ☆    | 1R 2:17  | KO      | ドミニク・ブラゼール           | アメリカ合衆国       | WBC防衛9                                                                                |
| 43           | 2019年11月23日 | ☆    | 7R 2:51  | KO      | ルイス・オルティス             | キューバ             | WBC防衛10                                                                               |
| 44           | 2020年2月22日  | ★    | 7R 1:39  | TKO     | タイソン・フューリー           | イギリス             | WBC陥落                                                                                 |
| 45           | 2021年10月9日  | ★    | 11R 1:10 | KO      | タイソン・フューリー           | イギリス             | WBC世界ヘビー級タイトルマッチ                                                           |
| 46           | 2022年10月15日 | ☆    | 1R 2:57  | KO      | ロバート・ヘレニウス           | フィンランド         | WBC世界ヘビー級挑戦者決定戦                                                             |
| 47           | 2023年12月23日 | ★    | 12R      | 判定0-3 | ジョセフ・パーカー             | ニュージーランド     | WBCインターナショナルヘビー級王座決定戦 WBOインターコンチネンタルヘビー級タイトルマッチ |
| 48           | 2024年6月1日   | ★    | 5R 1:08  | TKO     | 張志磊                         | 中国                 |                                                                                         |
| 49           | 2025年6月27日  | ☆    | 7R 2:16  | TKO     | ティレル・ハーンドン           | アメリカ合衆国       |                                                                                         |
| テンプレート |                |      |          |         |                                |                      |                                                                                         |

## 獲得タイトル
- WBCアメリカ大陸ヘビー級王座
- WBC世界ヘビー級王座（防衛10）

## ペイ・パー・ビュー売上げ
| 開催年月日     | イベント                                          | 販売件数              | テレビ局  | 備考      |
| -------------- | ------------------------------------------------- | --------------------- | --------- | --------- |
| 2022年10月15日 | デオンテイ・ワイルダー vs. ロバート・ヘレニウス   | 7万5千件              | FOX       | 75ドル    |
| 2021年10月9日  | タイソン・フューリー vs. デオンテイ・ワイルダー 3 | 60万件                | FOX・ESPN | 80ドル    |
| 2020年2月22日  | デオンテイ・ワイルダー vs. タイソン・フューリー 2 | 80万件                | FOX・ESPN | 80ドル    |
| 2019年11月23日 | デオンテイ・ワイルダー vs. ルイス・オルティス 2   | 22万5千件 - 27万5千件 | FOX       | 75ドル/HD |
| 2018年12月1日  | デオンテイ・ワイルダー vs. タイソン・フューリー 1 | 32万5千件             | SHOWTIME  | 75ドル/HD |

### 映像資料
1. ↑  Champion Boxer Deontay Wilder -- Knocks Out Internet Troll ... IN REAL LIFE ［Insane Video］. TMZ.com. 9 May 2014. 2014年5月10日閲覧.
2. ↑  Deontay Wilder Knocks Out Internet Troll In Real Life - ORIGINAL VIDEO. YouTube.com. 9 May 2014. 2014年5月10日閲覧.